# Wien Air Alaska
Wien Air Alaska era una compagnia aerea degli Stati Uniti formata da Northern Consolidated Airlines (NCA) e Wien Alaska Airways. La compagnia era famosa per essere stata la prima compagnia aerea in Alaska e una delle prime negli Stati Uniti. Cessò ogni attività 37 anni fa, il 23 novembre 1984, quando operava come Wien.

## Storia

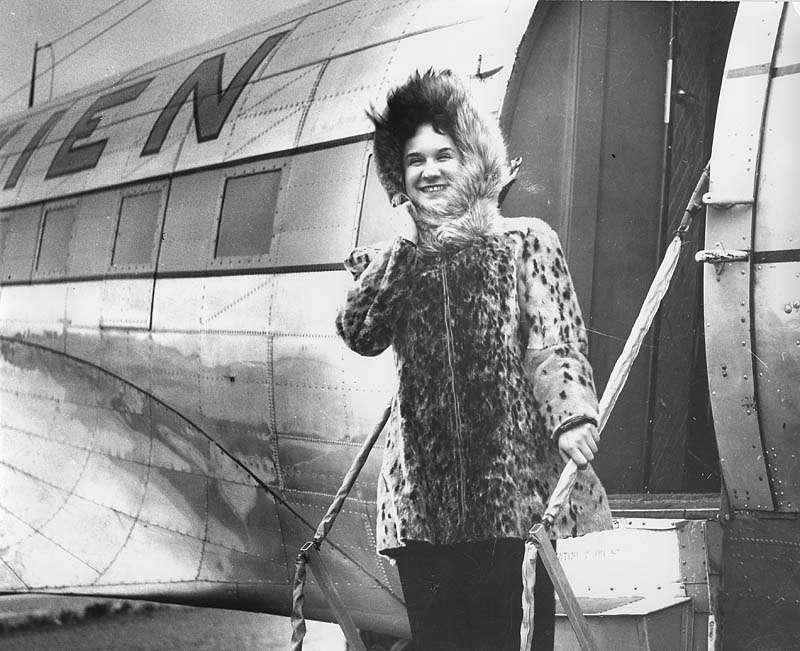
Una hostess della Wien vestita per l'Artico a Point Barrow, 1950.

Noel Wien pilotava un biplano con cabina di pilotaggio aperta, un Hisso Standard J1 da Anchorage, dal "Park Strip" in Alaska a Fairbanks il 6 luglio 1924 per l'Alaska Aerial Transportation Company.
Nel 1925 la Wien acquistò un monoplano Fokker F.III con cabina passeggeri costruito nel 1921 ad Amsterdam per la Fairbanks Airplane Company, e fu spedito a Seward, in Alaska, via nave, poi spedito in pezzi tramite la Alaska Railroad a Fairbanks. Ralph Wien, il fratello di Noel, lo accompagnò per lavorare come meccanico. Assemblarono il Fokker una volta a destinazione, eppure Noel e Ralph lasciarono l'azienda nel novembre 1925.
Noel e Ralph Wien entrarono in società con Gene Miller e acquistarono un Hisso Standard molto usato dalla Fairbanks Airplane Co. nel 1927. A giugno stabilirono la loro attività a Nome, servendo Candle, Deering, Kotzebue e Point Hope. Alla fine dell'estate del 1927 Noel si mise in proprio, acquistando da Hubert Wilkins uno Stinson Detroiter che poteva pilotare tutto l'anno. Noel, con la sua Wien Alaska Airways, poté iniziare un regolare volo settimanale di andata e ritorno tra Fairbanks e Nome. Noel assicurò pure dei voli speciali di posta aerea durante la rottura primaverile e autunnale.
Il 20 ottobre 1928 viene costituita la Wien Alaska Airways, Inc., con Noel come presidente, Ralph come vicepresidente e il presidente della Miners and Merchants Bank Granville (Grant) R. Jackson come segretario. La nuova società costruì un hangar a Weeks Field e ordinò prontamente un Hamilton Metalplane.
Noel insegnò a Ralph a volare nel 1924. Quest'ultimo perse la vita il 12 ottobre 1930 mentre pilotava un Bellanca Bush a motore diesel cona bordo padre Philip Dolen, Superiore generale delle missioni cattoliche dell'Alaska, e padre William Walsh, sacerdote diocesano di Oakland, California.
Nel 1929, Noel, Ralph e Grant Jackson vendettero la Wien Alaska Airways ad Avco. La compagnia di Noel, assieme alla Anchorage Air Transport e alla Bennett-Rodebaugh Company furono fuse in una nuova compagnia chiamata Alaskan Airways Inc. Noel volò per l'Alaskan Airways dal febbraio 1931 al gennaio 1932. Nell'agosto 1932, una volta terminata la sua clausola di non concorrenza, Noel riavviò la Wien Airways of Alaska, Inc. La Northern Air Transport of Nome si fuse con Wien nel 1936. Nel 1936 la Wien aveva già i suoi primi collegamenti radio aria-terra in Alaska, e nel 1937 Noel aveva alle sue dipendenze altri 3 piloti per gli 8 aerei nella flotta di Wien, e altri 3 meccanici lavoravano con Sigurd Wien, suo fratello, mentre 3 persone amministravano i loro uffici a Fairbanks e Nome.

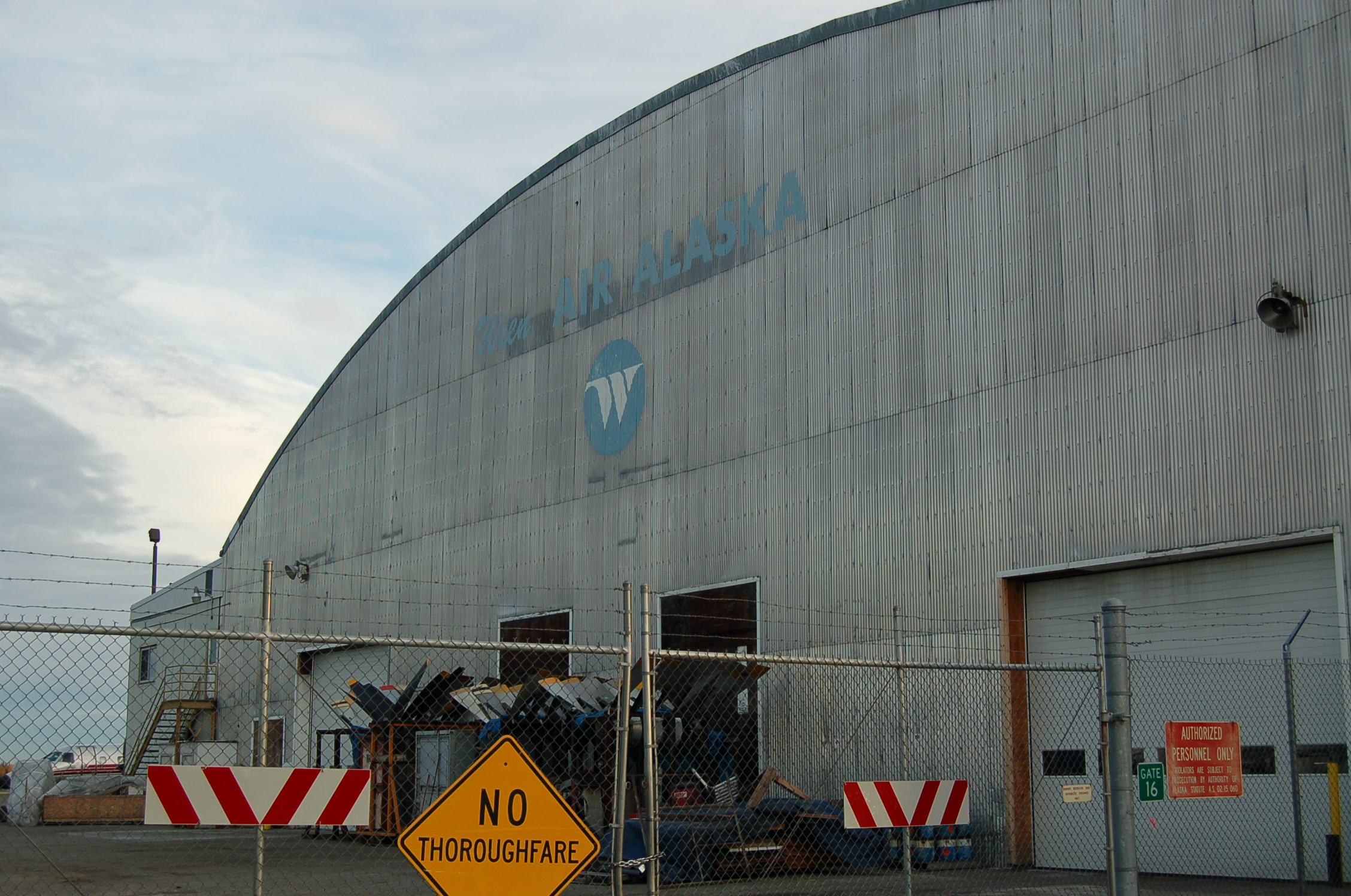
Un ex hangar della Wien Air Alaska a Fairbanks, nel 2006.

Sigurd ricevette la sua valutazione commerciale nel 1937. Gestì il tutto da Nome e volò al di sopra della boscaglia del North Slope. Sig Wien, in qualità di pilota del bush, stipulò alcuni contratti per attività di esplorazione geologica dell'USGS, incluso il geologo Marvin Mangus.
Noel Wien fu costretto a vendere le sue azioni a Sig nel 1940, così Noel poté pagare le cure mediche di sua moglie. Tornò come vicepresidente e continuò a volare per la compagnia aerea negli anni '50. Noel lavorò alle pubbliche relazioni per l'azienda negli anni '70.
La Northern Consolidated Airlines (NCA) venne costituita l'8 maggio 1947 con Ray Petersen come presidente. La compagnia era una fusione delle aziende Ray Petersen Flying Service, Northern Airways, Walatka Air Service e Northern Air Service. Ray Petersen aveva avviato la Ray Petersen Flying Service nel 1937, con sede a Bethel, a supporto delle operazioni di estrazione del platino a Platinum. Nel 1941 Ray trasferì il suo quartier generale ad Anchorage e nel 1943 acquistò la Bristol Bay Air Service e la Jim Dodson Air Service. Dopo la seconda guerra mondiale la NCA acquistò diversi Douglas DC-3 rimasti in eccedenza dalla guerra.
Sulla copertina dell'elenco degli orari del sistema di rotte della Wien del 16 settembre 1968 si affermava: "La prima compagnia aerea dell'Alaska con il più recente jet americano, il 737". Questo orario elencava il servizio jet Boeing 737-200 operato sulle seguenti rotte: Anchorage-Fairbanks, Anchorage-King Salmon, Fairbanks-Barrow e Fairbanks-Galena-Nome-Fairbanks, quest'ultima con una rotta a "triangolo". Il 6 dicembre dello stesso anno ricevette il primo 737 certificato da Boeing con il kit gravel.
Sempre nel '68 Wien si fuse con la Northern Consolidated Airlines (NCA). Sig fu nominato amministratore delegato, Ray Petersen divenne presidente e Noel e Fritz membri del consiglio di amministrazione. La nuova compagnia fu chiamata Wien Consolidated Airlines fino al 1973, quando il nome della compagnia divenne Wien Air Alaska. Sig andò in pensione e Ray assunse i ruoli di presidente e CEO. A quel punto la compagnia aerea aveva più di 800 dipendenti e cinque Boeing 737-200, nonché vari velivoli turboelica e ad elica tra cui Fairchild F-27, Fairchild Hiller FH-227, de Havilland Canada DHC-6 Twin Otter, Grumman Mallard, Pilatus Porter e Short Skyvan. Ray si dimise da presidente nel 1976.
L'espansione, tuttavia, costò molto, poiché Wien Air fu spinta sull'orlo della bancarotta. L'Household Finance, che ne controllava la proprietà dal 1979, smise di investire nella compagnia aerea e la vendette al suo presidente, Jim J. Flood, nel 1983. Questi chiuse la Wien, che il 23 novembre 1984 venne liquidata a scopo di lucro. Il figlio di Noel, Merrill, affermò che la fine arrivò quando "è stata acquistata da un raider aziendale con un buyout elevato venendo liquidata per circa il doppio di quanto le azioni stavano vendendo. E' stato l'Airline Deregulation Act del 1978 a renderlo possibile" in un'intervista ad Avweb.
Prima che Wien Air chiudesse nel 1985, era conosciuta come la seconda compagnia aerea più antica degli Stati Uniti. 
La società aprì la strada al servizio jet su piste di ghiaia e contribuì a sviluppare la configurazione del Boeing 737-200 Combi, che consentiva di trasportare dia merci che passeggeri nella cabina principale. Entro la primavera del 1984, la rete di rotte di Vienna si estendeva da Point Barrow nel nord a dozzine di comunità dell'Alaska e alle città dei 48 stati inferiori degli Stati Uniti occidentali, tra cui Albuquerque , (ABQ), Boise (BOI), Denver (DEN), Phoenix (PHX), Oakland (OAK), Reno (RNO) e Salt Lake City (SLC). [13] Le loro basi principali erano situate ad Anchorage ea Seattle.
Secondo l'Official Airline Guide (OAG), Wien operava un servizio di interscambio passeggeri in collaborazione con Pan American World Airways (Pan Am) con aerei di linea Boeing 727-100 nell'autunno del 1981 tra l'Alaska e le destinazioni nei 48 stati inferiori. [14] L'OAG elenca questi voli senza cambio di aereo per l'Alaska operando una rotta Miami (MIA) - New Orleans (MSY) - Houston (IAH) - Seattle (SEA) - Anchorage (ANC) e dall'Alaska su una rotta di Anchorage - Seattle - Houston - New Orleans con gli equipaggi di volo di Vienna che operano il servizio tra Anchorage e Seattle e gli equipaggi di volo della Pan Am che gestiscono il servizio di Houston, New Orleans e Miami con Seattle come punto di interscambio (noto anche come "hub di trasporto") tra le due compagnie aeree.
I figli di Noel Wien hanno volato in un biplano con cabina di pilotaggio aperta dal "Park Strip" di Anchorage a Fairbanks nel 75º anniversario del volo del padre. Il comune di Anchorage e la FAA hanno permesso all'aereo di decollare dal parco erboso, che è stato utilizzato come pista nel 1924.

## Flotta

### Anni '20
- Standard J-1
- Fokker F.III (gestito da Noel Wien presso la Fairbanks Airplane Company)
- Stearman C3
- Stinson SB-1 "Detroiter" (la versione biplano del 1926 del Detroiter)
- Hamilton Metalplane H-45

## Incidenti
- 2 dicembre 1968 – Volo Wien Consolidated Airlines 55: Un Fairchild F-27 B si schianta contro Spotsy Lake, Pedro Bay, Alaska; tutte le 39 persone a bordo persero la vita.
- 30 agosto 1975 - Volo Wien Air Alaska 99: Un altro Fairchild F-27B si schiantò durante l'avvicinamento a Gambell; morirono 10 dei 32 passeggeri e membri dell'equipaggio a bordo.